# Oscar Taveras
Oscar Francisco Taveras, né le 19 juin 1992 à Puerto Plata, République dominicaine et mort le 26 octobre 2014  à Puerto Plata en République dominicaine, est un joueur canado-dominicain de baseball. Il a évolué comme voltigeur pour les Cardinals de Saint-Louis de la Ligue majeure de baseball.

## Carrière
Originaire de République dominicaine, Oscar Taveras a la citoyenneté canadienne après avoir vécu à Montréal de l'âge de 12 à 16 ans. À l'adolescence, il est inscrit au programme sports-études du Collège Édouard-Montpetit de Longueuil et joue pour le Marquis de Montréal de la ligue midget AAA du Québec. Il retourne par la suite dans son pays natal, ce qui l'empêche d'être qualifié pour le repêchage amateur de la Ligue majeure de baseball. C'est comme agent libre international que les Cardinals de Saint-Louis lui offrent un premier contrat pour 145 000 dollars en novembre 2008, alors qu'il est âgé de 16 ans. Son père, Francisco Taveras, avait signé jadis un contrat avec les Brewers de Milwaukee mais avait dû abandonner sa carrière à cause d'une blessure au coude.

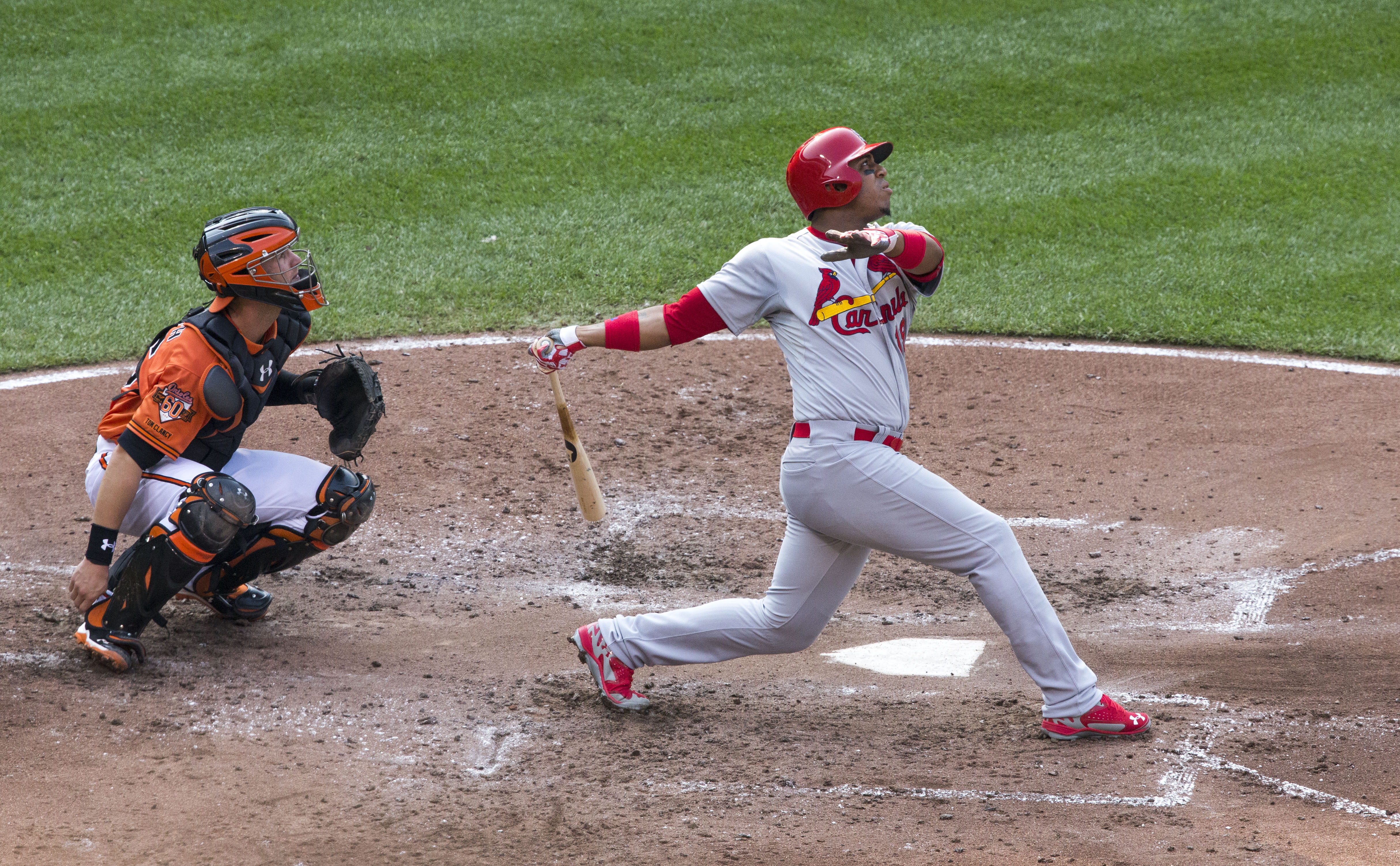
Oscar Taveras s'élance dans un match face aux Orioles de Baltimore le 9 août 2014.

Taveras s'impose rapidement en ligues mineures à son arrivée aux États-Unis en 2010. Il remporte le championnat des frappeurs de la ligue où il évolue en 2011 et 2012 avec, dans le premier cas, une moyenne au bâton de ,386 pour les Quad Cities River Bandits de la Ligue du Midwest (niveau A), puis l'année suivante une moyenne de ,321 chez les Cardinals de Springfield de la Ligue du Texas (Double-A). Il est élu joueur par excellence de la Ligue du Texas en 2012 et, la même année, meilleur joueur de ligues mineures appartenant aux Cardinals. Il représente la franchise qu'il l'a mis sous contrat au match des étoiles du futur en 2012 à Kansas City et en 2013 à New York. 
Avant la saison 2012, Taveras apparaît pour la première fois sur la prestigieuse liste annuelle des 100 meilleurs joueurs d'avenir dressée par Baseball America. Il y fait son entrée en 74e place du palmarès. Un an plus tard, il se classe au 3e rang derrière seulement Jurickson Profar des Rangers du Texas et Dylan Bundy des Orioles de Baltimore. Au début 2014, il est à nouveau le 3e joueur le plus prometteur, derrière Byron Buxton des Twins du Minnesota et Xander Bogaerts des Red Sox de Boston. Le site MLB.com, dans son top 100 des meilleurs prospects, place lui aussi Taveras en 3e place ces deux mêmes années,. Quant à Baseball Prospectus, il classe Taveras second de sa propre liste annuelle de joueurs d'avenir derrière Profar en 2013 et 3e derrière Buxton et Bogaerts un an après.
Oscar Taveras est appelé pour la première fois dans les majeures par les Cardinals de Saint-Louis le 31 mai 2014 lorsque le joueur de premier but Matt Adams est placé sur la liste des joueurs blessés. Il dispute son premier match le jour même et son premier coup sûr dans le baseball majeur est un coup de circuit aux dépens de Yusmeiro Petit des Giants de San Francisco. Taveras frappe 3 circuits et récolte 22 points produits au cours d'une première saison de 80 matchs où sa moyenne au bâton se chiffre à ,239. Le 12 octobre 2014, il frappe son premier coup de circuit en éliminatoires dans le second match de la Série de championnat de la Ligue nationale face aux Giants.
Oscar Taveras perd la vie dans un accident de voiture, le 26 octobre 2014, lorsqu'il perd le contrôle de sa Chevrolet Camaro sur l'autoroute entre Sosúa et Cabarete, dans la province de Puerto Plata en République dominicaine. Sa passagère, Edilia Arvelo, 18 ans, meurt aussi dans l'accident.